# Liste der Kulturdenkmäler in Mühlheim am Main
Die folgende Liste enthält die in der Denkmaltopographie ausgewiesenen Kulturdenkmäler auf dem Gebiet  der  Stadt Mühlheim am Main, Landkreis Offenbach, Hessen.
Hinweis: Die Reihenfolge der Denkmäler in dieser Liste orientiert sich zunächst an Stadtteilen und anschließend der Anschrift, alternativ ist sie auch nach der Bezeichnung, der vom Landesamt für Denkmalpflege vergebenen Nummer oder der Bauzeit sortierbar.
Kulturdenkmäler werden fortlaufend im Denkmalverzeichnis des Landes Hessen durch das Landesamt für Denkmalpflege Hessen auf Basis des Hessischen Denkmalschutzgesetzes (HDSchG) geführt. Die Schutzwürdigkeit eines Kulturdenkmals hängt nicht von der Eintragung in das Denkmalverzeichnis des Landes Hessen oder der Veröffentlichung in der Denkmaltopographie ab.

Das Vorhandensein oder Fehlen eines Objekts in dieser Liste ist keine rechtsverbindliche Auskunft darüber, ob es Kulturdenkmal ist oder nicht: Diese Liste entspricht möglicherweise nicht dem aktuellen Stand der offiziellen Denkmaltopographie. Diese ist für Hessen in den entsprechenden Bänden der Denkmaltopographie Bundesrepublik Deutschland und im Internet unter DenkXweb – Kulturdenkmäler in Hessen einsehbar. Auch diese Quellen sind, obwohl sie durch das Landesamt für Denkmalpflege Hessen aktualisiert werden, nicht immer aktuell, da es im Denkmalbestand immer wieder Änderungen gibt.
Eine verbindliche Auskunft erteilt allein das Landesamt für Denkmalpflege Hessen.
Nutze diese Kartenansicht, um Koordinaten in der Liste zu setzen. In dieser Kartenansicht sind Kulturdenkmale ohne Koordinaten mit einem roten bzw. orangen Marker dargestellt und können in der Karte gesetzt werden. Kulturdenkmale ohne Bild sind mit einem blauen bzw. roten Marker gekennzeichnet, Kulturdenkmale mit Bild mit einem grünen bzw. orangen Marker.

## Kulturdenkmäler nach Stadtteilen

### Dietesheim
| Bild              | Bezeichnung                                      | Lage                                                                              | Beschreibung | Bauzeit                          | Objekt-Nr. |
| ----------------- | ------------------------------------------------ | --------------------------------------------------------------------------------- | --- | -------------------------------- | ---------- |
| weitere Bilder    | Wendelinuskapelle                                | Dietesheim, Bettinastraße 20 LageFlur: 1, Flurstück: 567                          | Erstmals 1450 urkundlich erwähnt, ehemalige Friedhofskapelle. Verputzter, barocker Bau aus Basaltstein mit Vorbau aus Holz. Im Inneren befindet sich heute eine Statue des Hl. Wendelinus. | 1450 erste urkundliche Erwähnung | 42090 DDB  |
| weitere Bilder    | Friedhofskreuz                                   | Dietesheim, Bettinastraße 20 LageFlur: 1, Flurstück: 567                          | Hohes Friedhofskreuz, auf Postament mit gotisierender Ornamentik stehend. | 1857                             | 42091 DDB  |
| Ortsmauer         | Ortsmauer                                        | Dietesheim, Elisabethenstraße LageFlur: 2, Flurstück: 1072/1                      | Reste der ca. 1,50 m hohen Ortsmauer aus Bruchstein. | 1611                             | 42097 DDB  |
| Grabsteine        | Grabsteine                                       | Dietesheim, Hanauer Straße LageFlur: 1, Flurstück: 1175/1                         | Grabsteine um und nach 1900, darunter mehrteiliger Familiengrabstein aus Sandstein mit eingelegten Schriftplatten in gotisierenden Formen.                                                 | Um 1900                          | 42094 DDB  |
| Kreuzigungsgruppe | Kreuzigungsgruppe                                | Dietesheim, Hanauer Straße LageFlur: 1, Flurstück: 1175/1                         | Kreuzigungsgruppe mit Kreuz aus Sandstein und angestrichenen Kunststeinfiguren, auf Sandsteinsockel mit Rustika-Quaderung stehend.                                                         |                                  | 42093 DDB  |
| weitere Bilder    | Katholische Pfarrkirche St. Sebastian, Pfarrhaus | Dietesheim, Hanauer Straße 19/21/23 LageFlur: 2, Flurstück: 550/1, 550/6          | Neugotische dreischiffige Basilika mit Sandsteinmauerwerk und seitlich angefügtem Turm mit hohem Spitzhelm. Pfarrhaus als neugotischer Putzbau an Gestaltung der Kirche angelehnt.         | 1891–1893 (Kirche)               | 42092 DDB  |
| weitere Bilder    | Wohnhaus                                         | Dietesheim, Obermainstraße 1 LageFlur: 1, Flurstück: 165/3                        | Giebelständiges Fachwerkwohnhaus mit massiv erneuertem Erdgeschoss. | 1. Hälfte 18. Jahrhundert        | 42096 DDB  |
| Wegedurchlass     | Wegedurchlass                                    | Dietesheim, Pfaffenbrunnenweg, Auf dem Rath LageFlur: 6, Flurstück: 537/1, 645/32 | Hoher, tonnengewölbter Wegedurchlass aus Sandstein mit Böschungsflügeln. | 2. Hälfte 19. Jahrhundert        | 823216 DDB |
| weitere Bilder    | Gustav-Adolf-Kirche                              | Dietesheim, Untermainstraße 4 LageFlur: 1, Flurstück: 69                          | Kleiner, einschiffiger, verputzter Saalbau in einfachen Barockformen mit Haubendachreiter.                                                                                                 | 1751                             | 42098 DDB  |
| Wohnhaus          | Wohnhaus                                         | Dietesheim, Untermainstraße 5 LageFlur: 1, Flurstück: 120/2                       | Giebelständiges Wohnhaus mit Krüppelwalmdach und einfachem, konstruktivem Fachwerk. | Um 1800                          | 42099 DDB  |
| Wohnhaus          | Wohnhaus                                         | Dietesheim, Untermainstraße 14 LageFlur: 1, Flurstück: 55                         | Giebelständiges Wohnhaus mit reicher Fachwerkausbildung. | 1. Hälfte 18. Jahrhundert        | 42100 DDB  |
| Wohnhaus          | Wohnhaus                                         | Dietesheim, Untermainstraße 16 LageFlur: 1, Flurstück: 54                         | Giebelständiges Fachwerkwohnhaus mit hofseitiger Auslucht mit Zwerchgiebel und Eingang. | Mitte 18. Jahrhundert            | 42101 DDB  |
| Wegekreuz         | Wegekreuz                                        | Dietesheim, Über und auf dem Kirchweg LageFlur: 2, Flurstück: 388                 | Hohes Kreuz mit gefasten Kreuzarmen, auf schlichtem Sandstein-Postament mit Inschrift stehend. Korpus nicht mehr vorhanden.                                                                | 1864                             | 42095 DDB  |

### Lämmerspiel
| Bild      | Bezeichnung | Lage                                                                       | Beschreibung                                                         | Bauzeit         | Objekt-Nr. |
| --------- | ----------- | -------------------------------------------------------------------------- | -------------------------------------------------------------------- | --------------- | ---------- |
| Wegekreuz | Wegekreuz   | Lämmerspiel, Obertshäuser Straße (vor Nr. 2) LageFlur: 1, Flurstück: 739/3 | Wegekreuz aus Sandstein mit gefasten Kreuzarmen und Eisengusskorpus. | 19. Jahrhundert | 42102 DDB  |

### Mühlheim
| Bild                        | Bezeichnung                        | Lage                                                                                               | Beschreibung | Bauzeit                                             | Objekt-Nr. |
| --------------------------- | ---------------------------------- | -------------------------------------------------------------------------------------------------- | --- | --------------------------------------------------- | ---------- |
| weitere Bilder              | Ehemalige Brückenmühle             | Mühlheim, Brückenstraße 4, Rodau (Gew II) LageFlur: 1, Flurstück: 1536/1, 1601/1                   | Hofartige Anlage mit Mühlenhaus, Scheune und Nebengebäuden. Fachwerk des Hauptgebäudes vollständig verputzt, an Nebengebäuden aber teilweise noch sichtbar. Einzige funktionsfähige Mühle im Landkreis Offenbach. | Um 1545                                             | 42078 DDB  |
| weitere Bilder              | Bahnhof                            | Mühlheim, Dammstraße LageFlur: 11, Flurstück: 1527/33                                              | Symmetrisches Backsteingebäude, bestehend aus doppelgeschossigem Giebelbau und niedrigeren Anbauten mit Bogenfenstern und axialer Portalgruppe. | 1873                                                | 784123 DDB |
| weitere Bilder              | Wasserturm                         | Mühlheim, Dammstraße 21 LageFlur: 11, Flurstück: 1235/3                                            | 45 m hoher, runder Wasserturm aus Basaltmauerwerk mit historisierenden Formen (z. B. romanischen Rundbogenfenstern). | 1912–1914                                           | 42079 DDB  |
| Doppelhaus und Wohnhaus     | Doppelhaus und Wohnhaus            | Mühlheim, Kirchborngasse 6, 8, 10 LageFlur: 1, Flurstück: 23/7, 23/8, 23/9                         | Baugruppe aus Doppelhaus (8/10) und Wohnhaus (6) mit traufständiger Ausrichtung zum gemeinsamen Hof. Doppelhaus mit einfachem, konstruktivem Fachwerk, spiegelsymmetrischer Fassade und Krüppelwalmdach. Wohnhaus Nr. 6 mit massiv ersetztem Erdgeschoss und einfachem, konstruktivem Fachwerk im Obergeschoss.            | Ende 18. Jahrhundert                                | 42080 DDB  |
| Jüdischer Friedhof          | Jüdischer Friedhof                 | Mühlheim, Leuschnerstraße (bei Nr. 13) LageFlur: 2, Flurstück: 959/2                               | Ummauertes Gelände mit 25 erhaltenen Grabsteinen. | 1893                                                | 784105 DDB |
| Wegekreuz                   | Wegekreuz                          | Mühlheim, Marktstraße (vor Nr. 2) LageFlur: 1, Flurstück: 1565/79                                  | Wegekreuz aus Sandstein mit Sandsteinkorpus, auf Postament mit Inschrift stehend. Neuer Ersatz für Vorgängerkreuz aus dem 18. Jahrhundert. |                                                     | 42082 DDB  |
| Ehemaliges Rathaus          | Ehemaliges Rathaus                 | Mühlheim, Marktstraße 2 LageFlur: 1, Flurstück: 98/10                                              | Spätbarocker zweigeschossiger Putzbau mit Stichbogenfenstern, Mansard-Walmdach und dreiachsigem, flachem Mittelrisalit mit Zwerchgiebel auf fünfachsiger Schauseite. Ehemaliger Gasthof Zum goldenen Engel, ab 1835 Schule, ab 1900 Rathaus.                                                                               | 1786                                                | 42081 DDB  |
| weitere Bilder              | Katholische Pfarrkirche St. Markus | Mühlheim, Marktstraße 21, Zwischen Bleichstraße und der Rodau LageFlur: 1, Flurstück: 1607/3, 19/4 | Mittelalterlicher Wehrturm aus Basaltmauerwerk mit daran anschließendem Langhaus und Chor von 1878/79. | 1356 erste Erwähnung, Langhaus und Chor von 1878/79 | 42083 DDB  |
| weitere Bilder              | Ehemaliges Wachthaus               | Mühlheim, Marktstraße 25 LageFlur: 1, Flurstück: 295                                               | In spätklassizistischem Stil errichtetes Wachthaus. Kleines, eingeschossiges Massivgebäude mit offener Vorhalle. | 1861                                                | 42084 DDB  |
| Evangelische Friedenskirche | Evangelische Friedenskirche        | Mühlheim, Mozartstraße 13 LageFlur: 12, Flurstück: 452/6                                           | Kalksandsteinsichtiger Stahlbetonbau auf längsrechteckigem Grundriss, bestehend aus im Straßenverlauf zurückgesetztem Kirchenkubus und vorgezogenem, weiß gefasstem Betoncampanile. Auffällig das umlaufende Fries abstrakt gemusterter Betonformsteine unter dem flachgedeckten Abschluss von Kirchenkubus und Campanile. | 1959–1960                                           | 784158 DDB |
| Friedhofskreuz              | Friedhofskreuz                     | Mühlheim, Offenbacher Straße 74 LageFlur: 2, Flurstück: 134/2                                      | Friedhofskreuz aus Sandstein mit Eisengusskorpus, auf Postament mit gotisierender Ornamentik und Inschrift stehend. | 1845                                                | 42085 DDB  |
| weitere Bilder              | Wohnhaus                           | Mühlheim, Pfarrgasse 10 LageFlur: 1, Flurstück: 279/1                                              | Fachwerkwohnhaus mit teilweise erneuertem Giebelfachwerk. Ehemaliger Hof der Abtei Seligenstadt, heute Gasthaus. | Um 1500                                             | 42086 DDB  |
| weitere Bilder              | Wohnhaus                           | Mühlheim, Pfarrgasse 12 LageFlur: 1, Flurstück: 276                                                | Giebelständiges Wohnhaus mit stellenweise erneuertem Fachwerk. | Vermutlich 1705                                     | 42087 DDB  |
| weitere Bilder              | Wohnhaus                           | Mühlheim, Pfarrgasse 14 LageFlur: 1, Flurstück: 274                                                | Giebelständiges Fachwerkwohnhaus mit massiv erneuertem Erdgeschoss und holzverkleidetem Giebel. | Um 1800                                             | 42088 DDB  |

## Abgegangene Kulturdenkmäler
| Bild            | Bezeichnung     | Lage                                                                       | Beschreibung | Bauzeit | Objekt-Nr. |
| --------------- | --------------- | -------------------------------------------------------------------------- | --- | ------- | ---------- |
| Bild gesucht BW | Eisenbahnbrücke | Dietesheim, Auf dem Rath, Eisenbahn LageFlur: 6, Flurstück: 581/12, 648/22 | Tonnengewölbter Dammdurchlass aus rotem Sandstein mit Böschungsflügeln, 2018 abgerissen und durch einen Brückenneubau aus Beton ersetzt | 1872    | 823217     |